# Спомини запорожця

Обкладинка

«Спомини запорожця» — книга спогадів Никифора Авраменка.
Анотація видання:
Спомини Никифора Авраменка, написані в рідкісному для української літератури жанрі «документального свідоцтва», вражають своєю відвертістю та безпосередністю. Події в Україні першої половини ХХ століття постають крізь особистісне сприйняття простої людини, чия молодість припала на буремні роки Визвольної війни. Дитинство в Запоріжжі початку минулого століття, фронти Першої світової, становлення української армії, бої українських військ у 1917—1919 рр., Зимовий похід, еміграція у Польщі — про все це читач дізнається з щирої сповіді учасника тих далеких подій. Упорядковані та підготовлені до друку автором ще на початку 1970-х, спомини стали своєрідним посланням нащадкам у XXI столітті. Публікується вперше за матеріалами з сімейного архіву сім'ї Авраменків у Познані. Текст подається в оригінальному написанні. Для зручнішого прочитання частково адаптовано до сучасної орфографії та пунктуації.
Передмову до книги написав у грудні 2005 Роман Авраменко (*? -†березень 2006, Познань) — син Никифора Авраменка.
Публікація книги стала можливою завдяки журналістові Юрію Гаврилюку.

## Джерело
- Никифор Авраменко. Спомини запорожця: Документальне видання. Видавництво «Темпора», українська мова, 456 сторінок, м'яка обкладинка, Київ, 2007. ISBN 966-8201-27-2. Наклад 500 примірників.